# Ribes costaricensis
Ribes costaricensis är en ripsväxtart som beskrevs av Weigend. Ribes costaricensis ingår i släktet ripsar, och familjen ripsväxter. Inga underarter finns listade i Catalogue of Life.